# Wielka biała pięść
Wielka biała pięść – amerykańska komedia sportowa z 1996 roku w reżyserii Reginalda Hudlina.

## Obsada
- Samuel L. Jackson – Fred Sultan
- Jeff Goldblum – Mitchell Kane
- Peter Berg – Terry Conklin
- Corbin Bernsen – Peter Prince
- Jon Lovitz – Sol
- Cheech Marin – Julio Escobar
- John Rhys-Davies – Johnny Windsor
- Salli Richardson-Whitfield – Bambi
- Jamie Foxx – Hassan El Ruk'n
- Damon Wayans – James "The Grim Reaper" Roper

## Fabuła
Wielebny Fred Sultan jest promotorem boksu i menadżerem kilku pięściarzy. Jest bezwzględny w zarabianiu na boksie i nie cofnie się przed niczym, by zdobyć maksymalny zysk. Kiedy zainteresowanie tym sportem zaczyna spadać, wielebny wpada na szalony pomysł - postanawia wylansować starego mistrza Mitchella Kane'a i zorganizować walkę z nowicjuszem przeciwko niemu. Niestety, stary mistrz jest biały i dawno nie trenował.